# Der Kübelreiter
Der Kübelreiter ist eine Erzählung von Franz Kafka aus dem Jahr 1917, deren Hintergrund der extreme Kriegswinter 1917 ist. Sie sollte eigentlich Bestandteil des Erzählbandes Ein Landarzt werden. Kafka entschied sich jedoch anders, und sie erschien dann 1921 in der Weihnachtsbeilage der Prager Presse.

## Inhalt

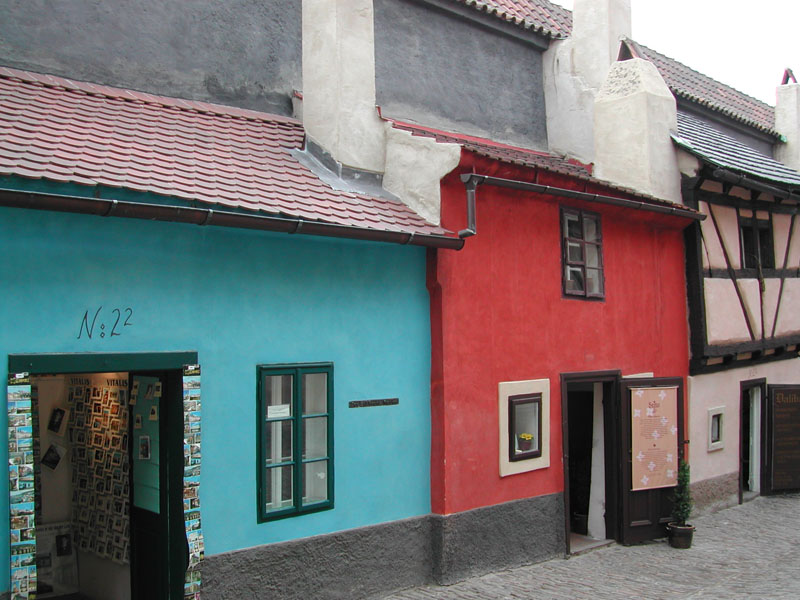
Hier entstand „Der Kübelreiter“, im Goldenen Gässchen Nr. 22 in Prag

Der Ich-Erzähler klagt zu Beginn über seine hoffnungslose Situation, da er kein Stäubchen Kohle mehr hat und wohl erfrieren wird. Er hofft jedoch, dass ihm der Kohlenhändler noch etwas Kohle überlässt, wenn er sich etwas Besonderes einfallen lässt. Also reitet er auf einem Kohlenkübel zu ihm hin, wobei er auf und nieder durch die Gassen schwebt.
Der Händler wäre auch geneigt, dem Erzähler etwas zu borgen, aber dessen Frau hält ihn zurück. Nach mehreren Versuchen des Erzählers, doch zu Kohle zu kommen, gelingt es der Frau, diesen mit ihrem Schürzenband fortzutreiben. Da hilft auch das ungewöhnliche Reittier, der Kohlenkübel, nicht. Der Erzähler steigt auf und verliert sich in die Regionen des Eisgebirges auf Nimmerwiedersehen.

## Form und Sprachgestaltung
Nicht nur inhaltlich, sondern auch formal ist der Kübelreiter von Schwebezuständen durchdrungen. Er schwebt auch zwischen offenkundig unglaublichen Geschehnissen, wie dem Kübelritt, und Realitätsschilderungen. So entsteht ein surreales Bild. Man könnte sogar an ein reines Kältedelirium denken. Die plötzliche Vorstellung des Kübelreiters von Kamelen, also Tieren, mit denen man genau das Gegenteil, nämlich Hitze assoziieren kann, könnte auf eine reine Traumwelt verweisen.
Der Eingangssatz mit der Aneinanderreihung von sieben Ellipsen (unvollständige Sätze) umschließt das Kleine, Materielle (Kohle, Kübel, Ofen) und führt zum Umfassenden (Himmel). Der Himmel ist den Bitten des Frierenden gegenüber genau so erbarmungslos unzugänglich, wie der Ofen kalt ist. Der Kübelreiter nimmt sich vor, bis zur Erniedrigung den Bittsteller darzustellen, und er tut es dann auch der Kohlenhändlerin gegenüber, aber vergeblich. Sie meint, es sei nichts, sie sehe nichts und höre nichts, und attestiert mit diesem dreimaligen „nichts“ dem Kübelreiter seine Nichtigkeit.

## Personencharakteristik
Der Kübelreiter
Der erzählende Kübelreiter wird als kindlich-naive Persönlichkeit dargestellt. Er hat sich in die Idee verrannt, mit einer bestimmten Inszenierung den Kohlenhändler zu erweichen und stellt sich genau den gewünschten Ablauf vor. Das Ganze geht jedoch ins Leere, weil es überhaupt nicht zum direkten Kontakt mit dem Kohlenhändler kommt. Es gelingt ihm erst recht nicht, den Panzer der Ignoranz bei der Kohlenhändlerin zu durchbrechen. Die Worte, die er am Schluss an sie beginnend mit „Du Böse, …“ richtet, zeugen von großer hilfloser Frustration, nachdem erst durchaus Hoffnung bestanden hatte.
Es wird ein Versagen und Scheitern dargestellt. Man fragt sich – im übertragenen Sinn – ob denn kein anderer Kohlenhändler oder anderes Brennmaterial denkbar sei, wenn es doch um die Existenz geht? Für den Kübelreiter jedenfalls existiert nur seine einmal gefasste Traum-Vorstellung, er kann sich nicht den Gegebenheiten dieser schweren Zeit anpassen.
Der Kohlenhändler
Er erscheint eher gutmütig, aber tumb. Er hört schwer und kränkelt wohl. Der Ruf der Kundschaft, den er undeutlich hört, geht ihm zu Herzen, dennoch ist er ein Geschäftsmann, der seinem Kunden sein ganzes Sortiment und dessen Preise übermitteln will. Er hätte wohl Erbarmen mit dem Kübelreiter. (Das heißt, dass die Vorstellung des Kübelreiters ja fast erfolgreich gewesen wäre). Aber der Kohlenhändler wird von seiner Frau dominiert und sie verhindert den Kontakt zwischen den beiden, da sie wohl die nachgiebigere Wesensart ihres Mannes kennt.
Die Kohlenhändlerin
Sie wird als hartherzig und hinterlistig geschildert. Dass sie den Kübelreiter nicht hören und sehen kann, ist nur ein Vorwand. Sie verscheucht sein „Pferd“ und macht noch eine abschließende Bewegung in der Luft, also hat sie den Bittsteller sehr wohl registriert. Aber sie will weder seine Not erkennen, noch ihn offen abweisen, also ignoriert sie ihn und veranlasst auch ihren Mann dazu. Sie will nicht gestört werden, wenn sie ruhig im geheizten Keller sitzt und sich den Rücken wärmt.

## Biographische Deutungsansätze
Vordergründig gesehen ist die Geschichte eine Auseinandersetzung mit dem Kriegswinter ihres Entstehungsjahres 1917 mit seinen äußerst harten klimatischen Bedingungen.
Die Schilderungen haben aber auch Bezüge zum literarischen Schaffen. Die Bewegung des Reitens, das als aufsteigendes und niedergehendes Schweben beschrieben wird, könnte das blattfüllende und blattwendende Schreiben darstellen. Eine Deutung geht dahin, dass die Suche nach wärmender künstlerischer Inspiration gemeint sei. Das hieße, dass die Inspiration in den Niederungen (Kellergewölbe) der biederen Normalmenschen gesucht wird. Tatsächlich sind Kafkas beschriebene Personen meist einfache (oft bedauernswerte) Menschen ohne jeden intellektuellen Hintergrund. In seinem Haupt- und Brotberuf als Versicherungsjurist hatte Kafka nicht selten mit solchen Menschen zu tun. Seine Beschreibung des Menschenschlags in Der Heizer gibt dafür intensive Einblicke und die Konfliktlinien wieder.
Die Frau in dieser Geschichte wird in der oben beschriebenen Weise als sehr negativ dargestellt. Hier kann das als das mangelnde Verständnis der damaligen Verlobten Felice Bauer für Kafkas Schriftstellertum gedeutet werden.
Wie viel Kafka von sich selbst mit dieser Geschichte preisgibt, geht aus einer Tagebucheintragung vom 5. Dezember 1914 hervor. Er fühlt sich von seiner Familie wie abgetrennt, vielleicht von der ganzen Welt. „Ein Bild meiner Existenz in dieser Hinsicht gibt eine nutzlose, mit Schnee und Reif überdeckte, schief in den Erdboden leicht eingebohrte Stange auf einem bis in die Tiefe aufgewühlten Feld am Rande einer großen Ebene in einer dunklen Winternacht.“
Der Kübelreiter allerdings findet sich nicht in einem winterlich-kargen Feld, sondern er verliert sich in der erhabenen Vorstellung des Eisgebirges.
So kann der Kübelreiter wohl als Beispiel für eine lebensfremde Literatenexistenz stehen, mit der Kafka sich identifiziert, im Gegensatz zu dem biederen, selbstgerechten, aber überlebensfähigen Kohlenhändlerehepaar, das die saturierte Kaufmannspersönlichkeit seines Vaters widerspiegelt.

## Zitate
- […] ich darf doch nicht erfrieren; hinter mir der erbarmungslose Ofen, vor mir der Himmel ebenso; infolgedessen muß ich scharf zwischendurch reiten und in der Mitte beim Kohlenhändler Hilfe suchen.
- […] unten aber steigt mein Kübel auf, prächtig, prächtig; Kameele, niedrig am Boden hingelagert, steigen, sich schüttelnd unter dem Stock des Führers, nicht schöner auf.
- Alle Vorzüge eines guten Reittieres hat mein Kübel; Widerstandskraft hat er nicht; zu leicht ist er; eine Frauenschürze jagt ihm die Beine vom Boden.

## Rezeption
- Sudau (S. 94/95) erläutert, dass die Geschichte zwischen Tragik und Skurrilität, Realismus und Phantastik, zwischen Alltagswidrigkeit und Existenzdiagnose schwebt. Das zentrale Symbol der Geschichte ist der schwebende Kübel. Es verweist zum einen auf den fehlenden Kohleninhalt – Existenznot – zum andern auf die schwindende Bodenständigkeit – Realitätstauglichkeit – seines „Verzweiflungsreiters“.
- Stach (S. 174) weist auf die Parallele des Schlusssatzes mit dem Schluss der Geschichte Ein Landarzt. „Nackt, dem Froste dieses unglückseligen Zeitalters ausgesetzt, mit irdischem Wagen, unirdischen Pferden, treibe ich mich alter Mann herum.“

## Ausgaben
- Tagebücher 1909–1923. Fischer, Frankfurt/Main, ISBN 3-10-038160-2.
- Sämtliche Erzählungen. Herausgegeben von Paul Raabe Fischer-Taschenbuch-Verlag, Frankfurt/Main 1970, ISBN 3-596-21078-X.
- Die Erzählungen. Hrsg.: Roger Hermes. Originalfassung Fischer Verlag, 1997, ISBN 3-596-13270-3.
- Drucke zu Lebzeiten. Herausgegeben von Wolf Kittler, Hans-Gerd Koch und Gerhard Neumann. Fischer Verlag, Frankfurt/Main 1996, S. 444–447.

## Sekundärliteratur
- Peter-André Alt: Franz Kafka: Der ewige Sohn. Eine Biographie. C.H. Beck, München 2005, ISBN 3-406-53441-4.
- Hans Helmut Hiebel: Der Kübelreiter. In: Manfred Engel, Bernd Auerochs (Hrsg.): Kafka-Handbuch. Leben – Werk – Wirkung. Metzler, Stuttgart/Weimar 2010, ISBN 978-3-476-02167-0, S. 246–249.
- Alexander Schmitt: Kälte, dissoziiertes Subjekt und Transzendenz in Franz Kafkas „Der Kübelreiter“. Grin-Verlag, München 2011, ISBN 978-3-640-87525-2.
- Reiner Stach: Kafka. Die Jahre der Erkenntnis. S. Fischer, Frankfurt/Main 2008, ISBN 978-3-10-075119-5.
- Ralf Sudau: Franz Kafka. Kurze Prosa, Erzählungen. Klett, Stuttgart 2007, ISBN 978-3-12-922637-7.